# Zlín Z-XV
De Zlín Z-XV is een Tsjechoslowaaks laagdekker sportvliegtuig gebouwd door Moravan, toen deze nog Zlín heette. De Z-XV vloog voor het eerst in het jaar 1939.

## Specificaties
- Bemanning: 1, de piloot
- Capaciteit: 1 passagier
- Lengte: 7,2 m
- Spanwijdte: 9,8 m
- Vleugeloppervlak: 13,5 m2
- Leeggewicht: 510 kg
- Startgewicht: 780 kg
- Motor: 1× Zlín Toma 4, 77 kW (105 pk)
- Maximumsnelheid: 230 km/h
- Kruissnelheid: 205 km/h
- Vliegbereik: 800 km